# Musée des palafittes d'Unteruhldingen
Le musée des palafittes d’Unteruhldingen est un village lacustre reconstitué situé sur la commune d'Uhldingen-Mühlhofen, sur la rive nord-ouest du lac de Constance, dans le land de Bade-Wurtemberg, en Allemagne. Il s'agit d'un musée archéologique en plein-air qui présente des reconstitutions d'habitations sur pilotis, telles qu'elles existaient sur les lacs glaciaires alpins au Néolithique et à l'Âge du bronze.

## Historique
La majorité des maisons ont été construites entre 1922 et 1941, puis d'autres maisons ont été construites et les premières restaurées au fil du temps. Les dernières constructions datent de 2014. Après 1945, le musée a été dirigé par Hans Reinerth.

## Description
L'ensemble comprend plus de 23 habitations sur pilotis.

## Collections
Un bâtiment à l’entrée du site expose les plus de 1 000 objets découverts au fond du lac : outils, armes, poteries, parures, aliments fossilisés, etc.

## Autres activités
Un institut de recherche scientifique est rattaché au musée. 

## Visiteurs
Avec environ 300 000 visiteurs par an, dont plus de 100 000 scolaires, il s'agit de l’un des musées en plein-air les plus visités d’Europe.

## Galerie

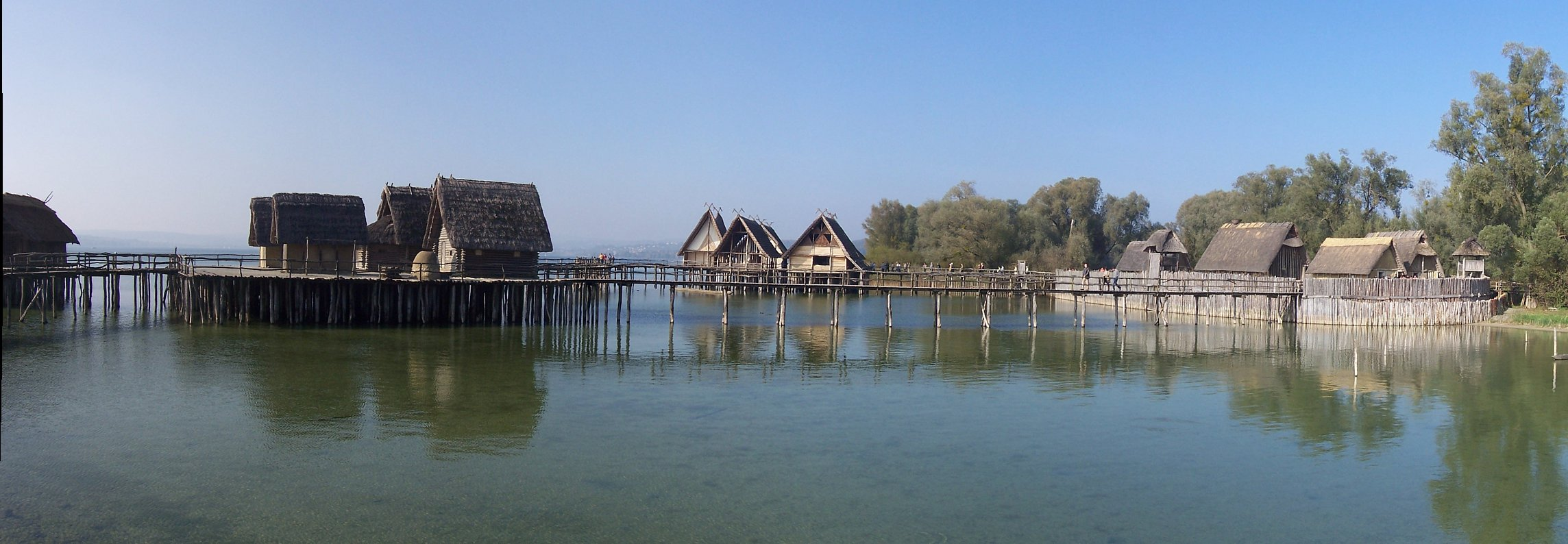
Vue panoramique du site
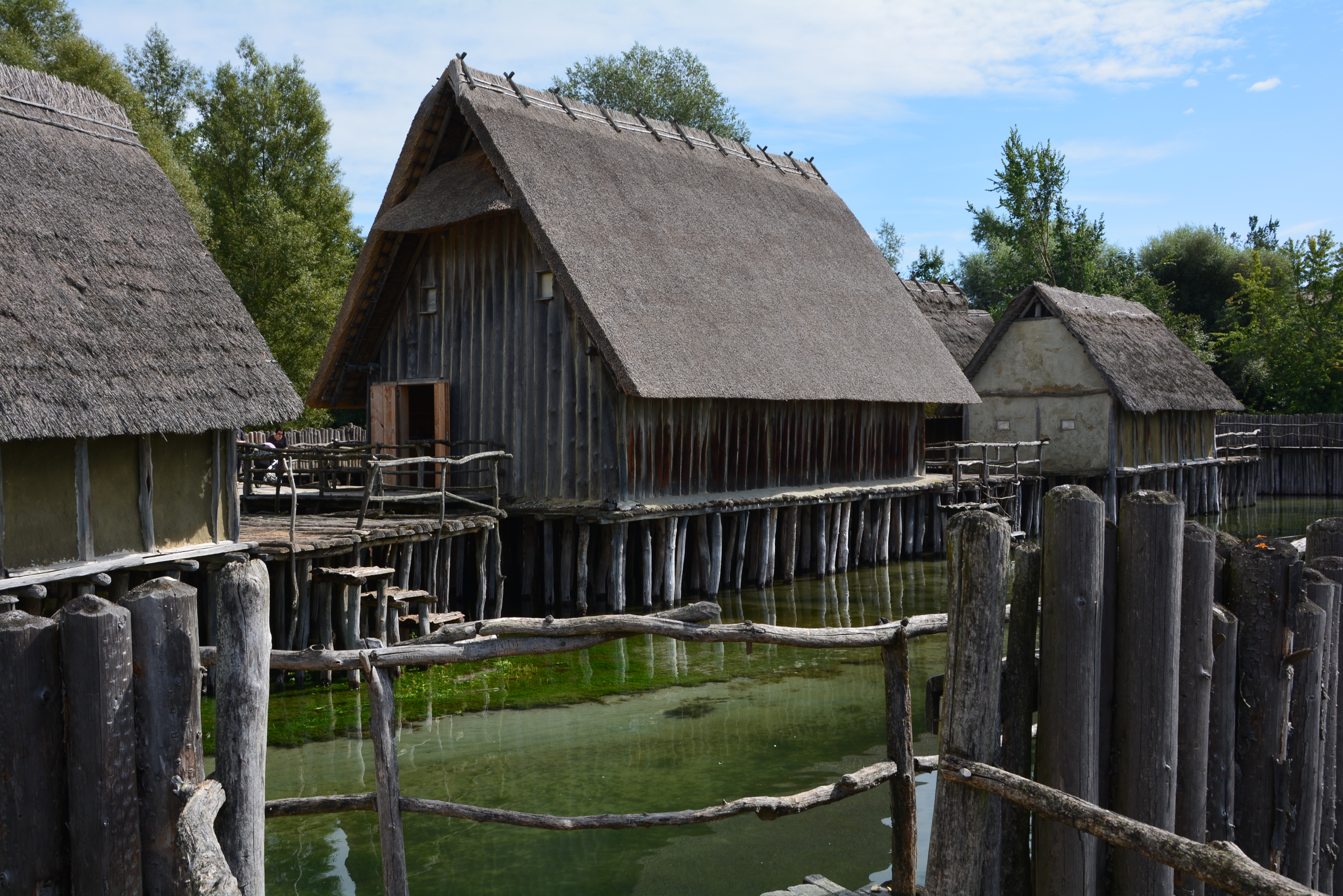
Quelques maisons reconstituées
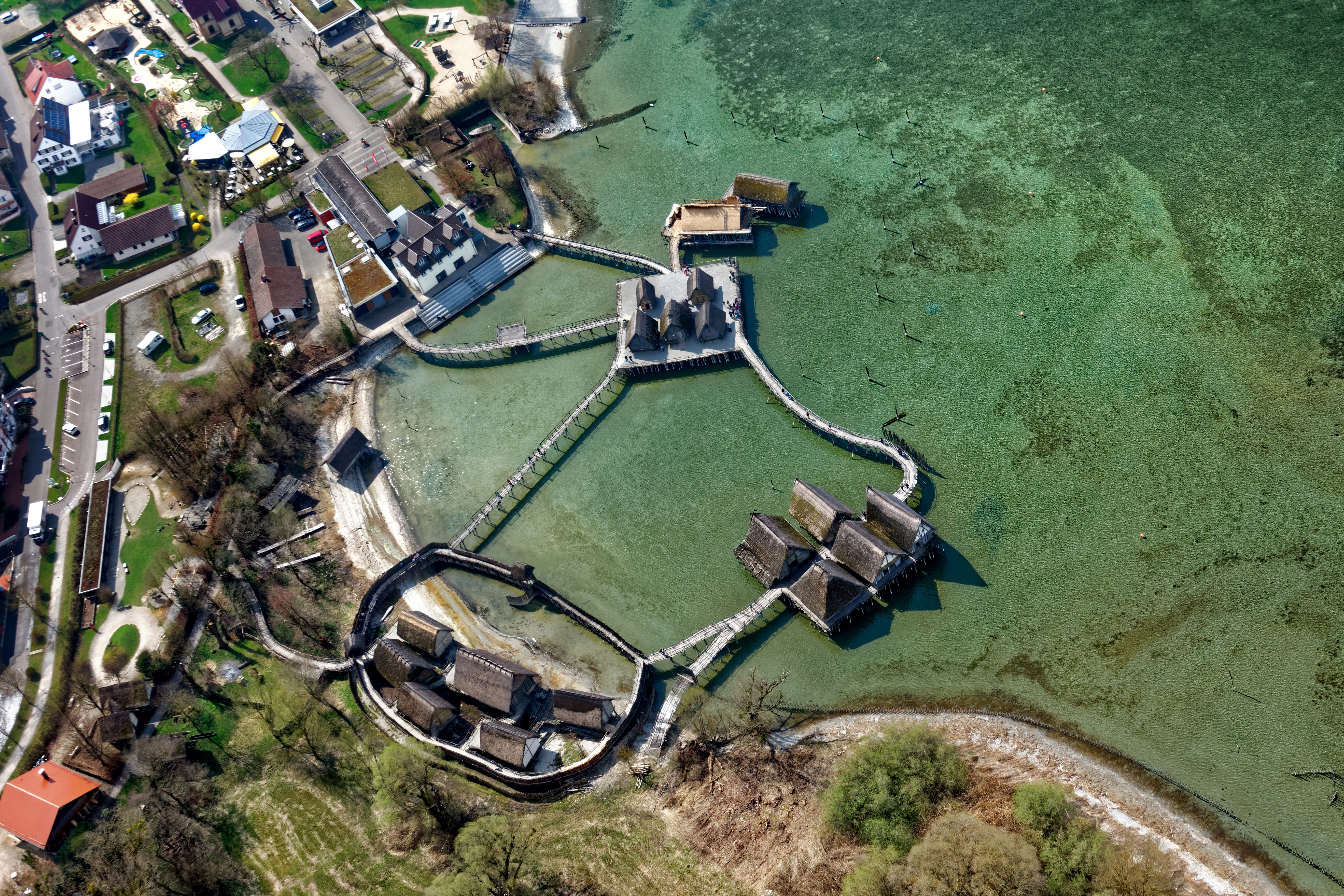
Vue aérienne en surplomb